# Erik Byléhn
Erik Byléhn (Suecia, 15 de enero de 1898-14 de noviembre de 1986) fue un atleta sueco, especialista en la prueba de 800 m en la que llegó a ser subcampeón olímpico en 1928.

## Carrera deportiva
En los JJ. OO. de París 1924 ganó la medalla de plata en los relevos 4x400 metros, tras Estados Unidos (oro) y por delante de Reino Unido (plata).
Cuatro años después, en los JJ. OO. de Ámsterdam 1928 ganó la medalla de plata en los 800 metros, empleando un tiempo de 1:52.8 segundos, llegando a meta tras el británico Douglas Lowe que con 1:51.8 s batió el récord olímpico, y por delante del alemán Hermann Engelhard (bronce).